# الکساندرا گوریاچکینا
الکساندرا گوریاچکینا (روسی: Александра Юрьевна Горячкина؛ زادهٔ ۲۸ سپتامبر ۱۹۹۸) شطرنج‌باز اهل روسیه است که دو بار قهرمان شطرنج زنان روسیه و یک بار قهرمان شطرنج دختران زیر ۲۰ سال جهان شده‌است.